# River Deep, Mountain High
Ne doit pas être confondu avec River Deep, Mountain High (album).
Singles de Ike and Tina Turner
I Can't Believe What You Say (For Seeing What You Do)
(1964) A Man Is a Man Is a Man
(1966)
River Deep, Mountain High est une chanson de Ike and Tina Turner, sortie en 1966. Elle fait partie de l'album River Deep, Mountain High. Elle a été composée par Phil Spector, Jeff Barry et Ellie Greenwich.

## Reprises
Elle a été reprise par :
- Deep Purple, sur l'album The Book of Taliesyn, en 1968 ;
- Eric Burdon and the Animals ;
- The Easybeats en 1967 ;
- The Bob Seger System, sur l'album Mongrel, en 1970 ;
- The Supremes ;
- Harry Nilsson ;
- The Flamin' Groovies ;
- Erasure, sur l'album The Innocents, en 1988 ;
- Céline Dion, sur l'album Falling into You, en 1996. Elle chante cette chanson dans de nombreuses tournées depuis lors ;
- Claude François, en français sous le nom Combien de rivières ;
- Amber Riley et Naya Rivera dans l'épisode 4 de la saison 2 de Glee.